# Szent Kereszt felmagasztalása templom (Mány)
A Szent Kereszt felmagasztalása plébániatemplom római katolikus templom a Székesfehérvári egyházmegyében, a Fejér vármegye legészakabbi településének számító Mány községben. A templom a 18. század végén, 1787-ben épült, barokk stílusban.

## Története
A mai templom 1787-ben épült. A község eleinte Bicske fíliája volt, 1793-tól helyben lakó káplánnal. A település egyházjogi szempontból 1824-ben kapott lelkészségi, majd 1841-ben plébániai rangot. Az anyakönyveket 1793-tól vezetik a plébánián, a Historia Domus azonban csak 1944-től van meg.

## A templom jelene
Jelenleg a templomot zsámbéki egyházközség plébánosa látja el.

## A templom papjai
Jelenleg
- 1997 óta Zsámbék látja el

Korábban
- 1997–1997: Rubint Ferenc János
- 1995–1997: Zsámbék látja el
- 1966–1995: Makai Lajos
- 1958–1966: Geiger Jakab
- 1944–1958: Bóna József
- 1935–1944: Kiss Lipót
- 1922–1935: Udvardi Ignác
- 1915–1922: Krasztina Lajos
- 1908–1915: Tornyay Ferenc
- 1906–1908: Répászky Ferenc
- 1905–1906: Jelinek Antal
- 1904–1905: Puli György
- 1892–1904: Schneider János
- 1865–1892: Szabó Ferenc
- 1839–1865: Jaczek József
- 1830–1839: Stentzl József
- 1829–1830: Dulánszky Pál
- 1815–1829: Balgha Pál
- 1803–1815: Kauth György
- 1799–1803: Csábrián György
- 1793–1799: Kőhegyi Sebestyén
- 1792–1793: Urbanovszky Angelin

## Képgaléria

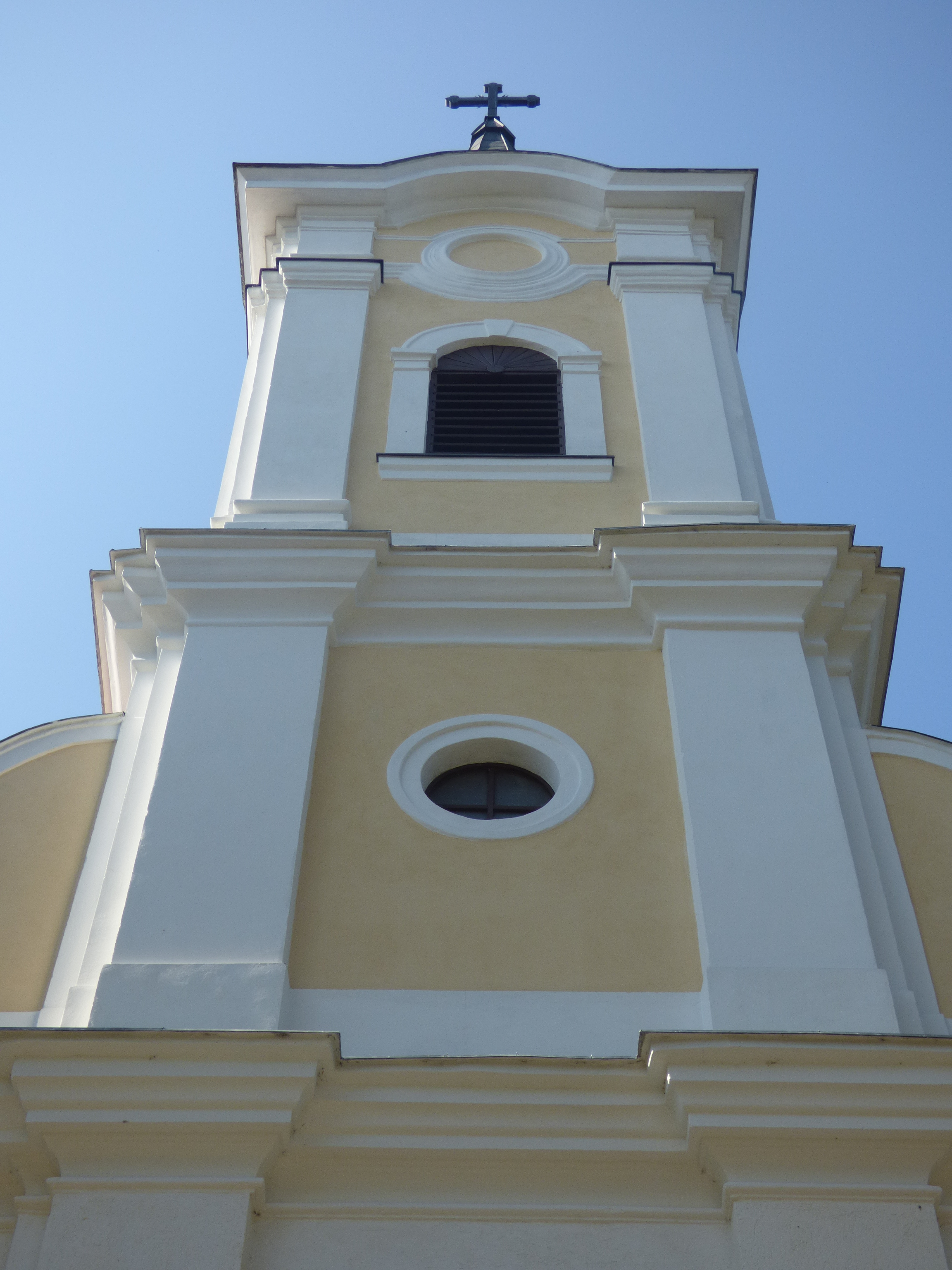
A mányi katolikus templom tornya
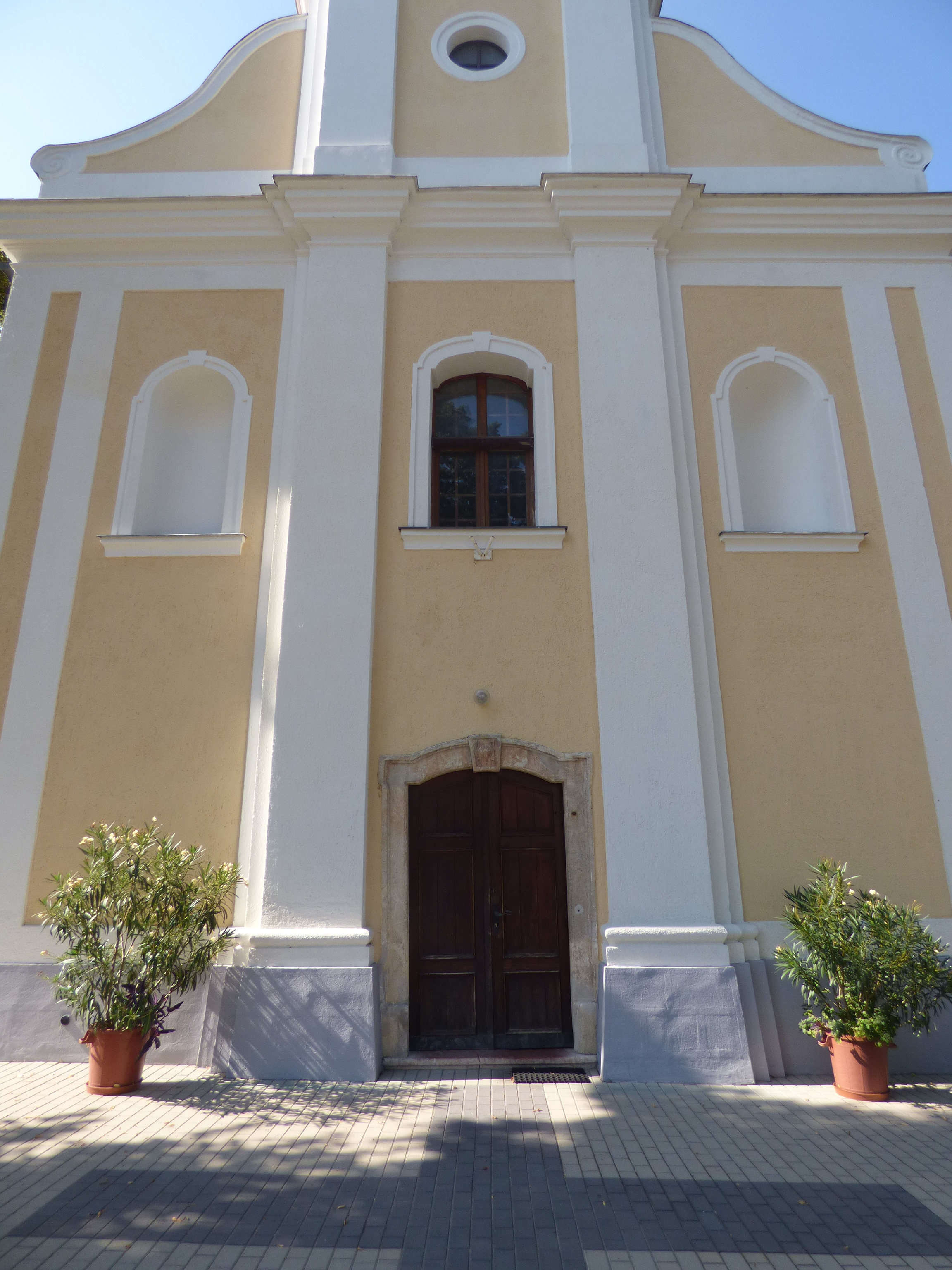
Mány katolikus templomának bejárati traktusa
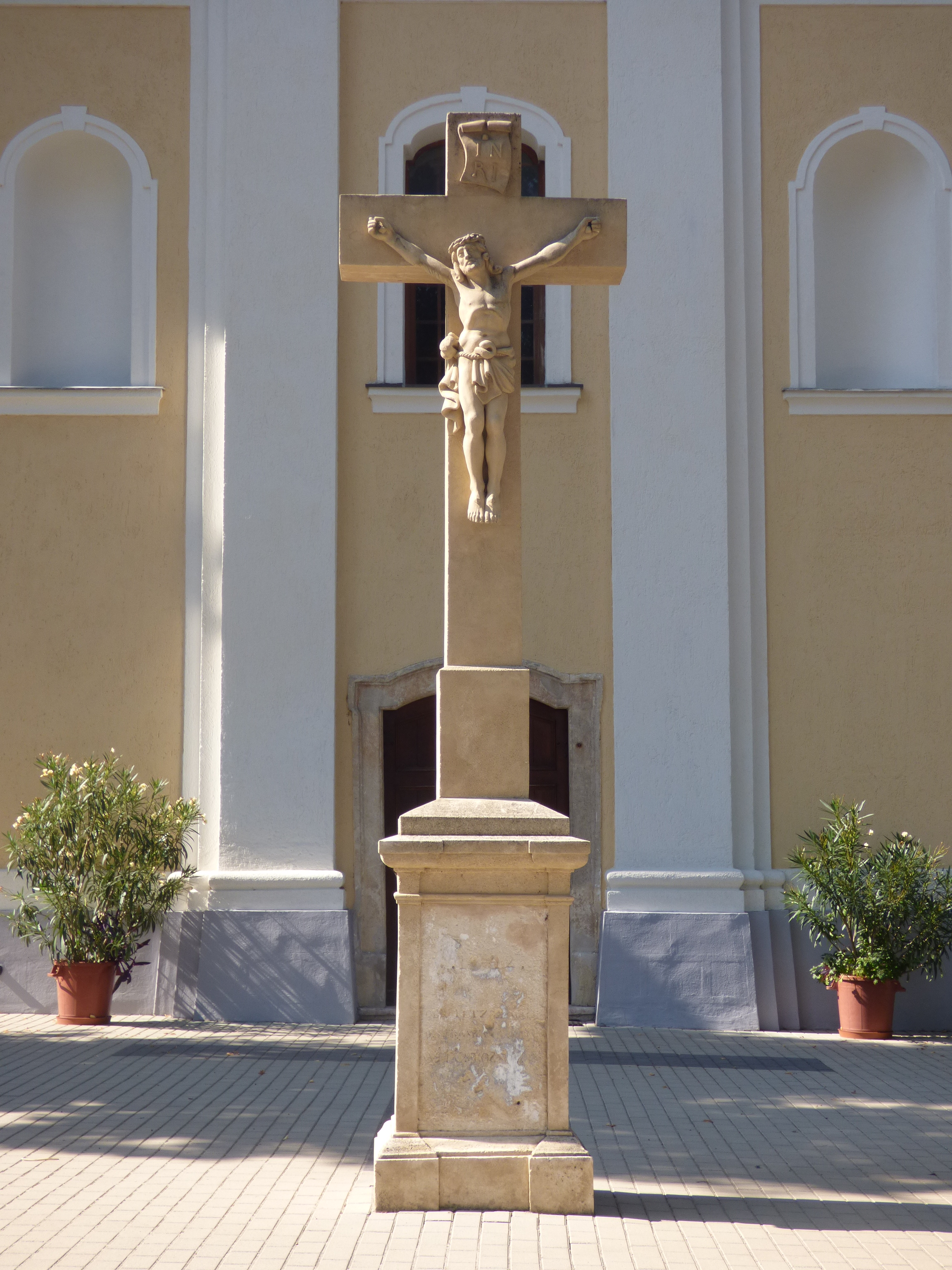
Kőkereszt a mányi katolikus templom bejárata előtt